# كريشكي
كريشكي (بالفارسية: كريشكى) (بالإنجليزية: Karishki)‏، قرية في ناحية بيرم (بالفارسية: بخش بيرم)، قسم بلاده الريفي، مقاطعة لارستان، محافظة فارس، إيران. يبلغ عدد سكانها حسب إحصاء عام 2006 ميلادية 433 نسمة في 114 عائلة.